# Jetmetal
JetMetal est une technique innovante de métallisation par voie humide permettant un dépôt chimique dynamique, autre nom de cette technique.
Le procédé JetMetal permet de métalliser un substrat de n’importe quelle nature par projection simultanée de deux solutions aqueuses (concrètement un oxydant et un réducteur),,,,,,,. La réaction d’oxydo-réduction à la surface du substrat permet de former un film métallique homogène et continu. La projection s’effectue à température ambiante avec un pistolet pneumatique. JetMetal Process a été mis au point par le professeur Guy Stremsdoerfer et son équipe du Laboratoire de Tribologie et Dynamiques des Systèmes (LTDS) de l’École centrale de Lyon où elle est expérimentée depuis 1997 (1er brevet).

## Utilisation
- Substrats métallisables : verre, plastiques, céramiques, bois, textiles…
- Métaux déposés : Cu, Ni, Co, Au, Ag

## Points forts de la technologie
- Métallisation directe des surfaces non conductrices : Le procédé rend conducteurs les substrats non catalytiques (plastique, céramique, bois, verre…) en supprimant les étapes d’activation aux colloïdes (tel que le palladium).

- Diminution du nombre d’étapes par rapport à un processus électroless classique : Le dépôt chimique dynamique permet d’éliminer 5 étapes d’une gamme de métallisation par bains chimiques où électrochimiques classiques. Les étapes de sensibilisation, activation, accélération, dépôts chimiques et tous les rinçages successifs sont en effet réunis en une seule étape le JetMetal.

- Température ambiante : La métallisation s’opère à température ambiante réduisant ainsi la consommation énergétique, contrairement à un dépôt statique qui nécessite une température de fonctionnement de l’ordre de 30 à 90 °C.

- Simplification, flexibilité et stabilité : Le procédé JetMetal permet de produire au « coup par coup ». De plus les installations sont mobiles et moins volumineuses qu'une chaîne classique, et la cinétique de dépôt est élevée.

- Technologie « propre » :
  - Moins d’énergie consommée.
  - Possibilité de retraitement
  - Affranchissement à terme de certaines solutions chimiques très nocives (sulfochromiques).

- Dépôts métalliques fonctionnalisés : Incorporation de micro ou nano particules au sein des dépôts métalliques afin de leur conférer des propriétés mécaniques et tribologiques intéressantes (lubrifiants secs…). Les premiers résultats sont concluants et les nouvelles applications industrielles sont en cours d’étude, notamment pour le marché de la traçabilité.

## Autres applications
À terme, d’autres applications sont envisageables :
La recherche en matière de nouveaux revêtements fonctionnels utilisant le procédé JetMetal permet d’envisager de nouvelles perspectives de développement et d’application du procédé.
- Dépôts métalliques multicouches :

La facilité de mise en œuvre permet le développement de dépôts multicouches (Cu/Ni) ayant des propriétés très intéressantes. Une étude scientifique et technique a été conduite démontrant la faisabilité de ces dépôts et les différentes applications industrielles pouvant en découler.
Le multicouche est également possible en bain électroless mais la mise en œuvre est beaucoup plus complexe.
- Amélioration de l’adhérence des dépôts sur plastique :
  - Objectif : s’affranchir des traitements chimiques très nocifs pour améliorer l’adhérence au substrat. Une nouvelle procédure est actuellement en test.
  - Dépôt de film nickel/bore/phosphore :

Ces alliages permettent d’obtenir des dépôts durs résistants à la corrosion. L’enjeu de lutte contre la corrosion est une priorité. Les dépôts NiB/P (NiB 4 %, P 4 %) donnent des résultats très encourageants dans l’obtention de couches fines résistantes à la corrosion.

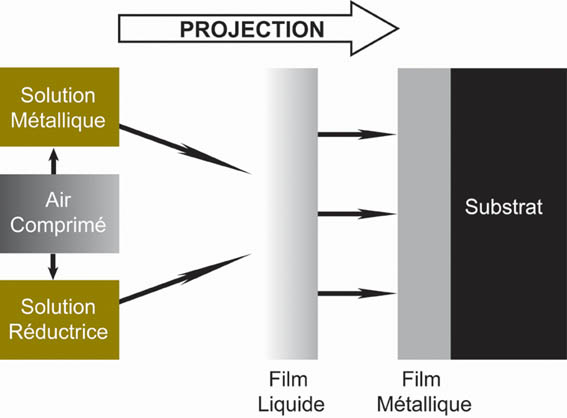
Principe de fonctionnement deJetmetal

Principe de fonctionnement :